# Vasantharajiella
Vasantharajiella is een geslacht van halfvleugeligen (Hemiptera) uit de familie witte vliegen (Aleyrodidae), onderfamilie Aleyrodinae.
De wetenschappelijke naam van dit geslacht is voor het eerst geldig gepubliceerd door P.M.M. David in 2000. De typesoort is Vasantharajiella kalakadensis.

## Soort
Vasantharajiella omvat de volgende soort:
- Vasantharajiella kalakadensis P.M.M. David, 2000